# Кушнір Василь Іванович
Васи́ль Іва́нович Кушні́р (1873, с. Вовківці, нині Львівська область — 1 січня 1945, с. Вербів, Тернопільська область) — український священник, громадсько-культурний діяч. Почесний житель с. Вербів (2001, посмертно). Зять Лева Джулинського.

## Життєпис
Василь Кушнір народився 1873 року в селі Вовківцях на Львівщині.
1897 року закінчив Львівську духовну семінарію. Служив парохом у селах Лісниках (1903) і Вербові (1904—1945) Тернопільського району; від 1928 — декан.
У Вербові ініціював заснування читальні «Просвіти» (згодом й голова),  «Братства тверезості», відділення товариства «Сільського господаря», кредитного товариства «Хлібороб», будівництва сільської церкви Успіння Пресвятої Богородиці (1936—1938, мурована), яке фінансував. Народному дому в згаданому селі подарував родинне фортепіано. Від 1939 року зазнав гонінь радянської влади через відмову перейти в православ'я.
1916 року в селі Нараєві (нині Тернопільського району), разом з о. Іваном Дидиком зустрічав принца Австро-Угорської імперії Карла I.
2001 року останки Кушніра перепоховали біля храму в селі Вербові Тернопільського району.

## Вшанування пам'яті
2006 року у Вербові на фасаді Успенської церкви відкрито пам'ятну дошку о. Василю Кушніру.